# Super Star (쥬얼리의 음반)
《Super Star》는 대한민국의 음악 그룹 쥬얼리의 4번째 정규 앨범이자 타이틀곡이다. 2005년 3월 15일 발매되었고, 쥬얼리에게 첫 1위를 가져다준 앨범이다.

## 특징
1. 서인영 솔로댄스부분의 〈털기춤〉이 당시에 유행하였다.
2. 타이틀곡은 Super Star이다.
3. 후에 passion은 리패키지 형식의 앨범으로 다시발매된다.
4. 쥬얼리에게 첫 1위를 하게 해준 곡이다.
5. 뮤직비디오는 인천국제공항역에서 촬영되었다.

## 수록곡
| #             | 제목                         | 작사          | 작곡          | 편곡           | 재생 시간 |
| ------------- | ---------------------------- | ------------- | ------------- | -------------- | --------- |
| 1.            | 〈Twenty〉                   | 차상민        | 김태현        | Mordny         | 3:27      |
| 2.            | 〈Super Star〉               | 이민우        | 박근태        | 박성준, 박준호 | 4:22      |
| 3.            | 〈진실게임〉                 | 심재희        | 꼬마          | 꼬마           | 3:18      |
| 4.            | 〈Passion〉                  | 남기상        | 남기상        | 남기상         | 2:47      |
| 5.            | 〈단장〉                     | 안영민        | 꼬마          | 꼬마           | 4:29      |
| 6.            | 〈너를 보내며〉              | 남기상        | 남기상        | 남기상         | 4:01      |
| 7.            | 〈Kin〉                      | 차상민        | 김태현        | Mordny         | 3:22      |
| 8.            | 〈Liar〉                     | DJ Tama, J-HO | DJ Tama       | DJ Tama        | 4:47      |
| 9.            | 〈시간에게〉 (I'll Be There) | 남기상        | 남기상        | 남기상         | 3:36      |
| 10.           | 〈Sunny Day〉                | 정성윤        | 정성윤        |                | 3:43      |
| 11.           | 〈Twenty〉 (Inst.)           |               | 김태현        | Mordny         | 3:26      |
| 12.           | 〈Super Star〉 (Inst.)       |               | 박근태        | 박성준, 박준호 | 4:22      |
| 총 재생 시간: | 총 재생 시간:                | 총 재생 시간: | 총 재생 시간: | 총 재생 시간:  | 45:20     |